# Communauté de communes Cœur de Maurienne
Die Communauté de communes Cœur de Maurienne ist ein ehemaliger französischer Gemeindeverband mit Rechtsform einer Communauté de communes im Département Savoie, dessen Verwaltungssitz sich in dem Ort Saint-Jean-de-Maurienne befand.
Der Ende 2001 gegründete Gemeindeverband bestand aus acht Gemeinden auf einer Fläche von 126,3 km2. Er lag in den Savoyer Hochalpen im Zentrum der Landschaft Maurienne im Tal des Arc.

## Aufgaben
Zu den vorgeschriebenen Kompetenzen gehörten die Entwicklung und Förderung wirtschaftlicher Aktivitäten und des Tourismus sowie die Raumplanung auf Basis eines Schéma de Cohérence Territoriale. Der Gemeindeverband bestimmte die Wohnungsbaupolitik und betrieb die Straßenmeisterei, die Rettungsdienste und die Müllabfuhr und -entsorgung. Zusätzlich baute und unterhielt der Verband Kultur- und Sporteinrichtungen und organisierte Veranstaltungen in diesem Bereich.

## Historische Entwicklung
Mit Wirkung vom 1. Januar 2017 fusionierte der Gemeindeverband mit der Communauté de communes de l’Arvan und bildete so die Nachfolgeorganisation Communauté de communes Cœur de Maurienne Arvan.

## Ehemalige Mitgliedsgemeinden
Folgende acht Gemeinden gehörten der Communauté de communes Cœur de Maurienne an:
1. Hermillon
2. Le Châtel
3. Montricher-Albanne
4. Montvernier
5. Pontamafrey-Montpascal
6. Saint-Jean-de-Maurienne
7. Saint-Julien-Mont-Denis
8. Villargondran